# Примов, Кашакбай
Кашакбай Примов — советский хозяйственный, государственный и политический деятель.

## Биография
Родился в 1909 году в Казалинском районе. Член ВКП(б).
С 1929 года — на хозяйственной, общественной и политической работе. В 1929—1957 гг. — рядовой колхозник, мастер посевной бригады в колхозе «50 лет Казахстана» села Сулясов Сырдарьинского района, председатель колхоза «Красное Знамя» (каз. Қызылту) села Ширкели Сырдарьинской области, поддержал всенародное патриотическое движение по сбору средств в фонд Красной Армии, выделив деньги на строительство танковой колонны от колхозов Казахской ССР. Кавалер ордена Ленина (05.11.1940).
Избирался депутатом Верховного Совета СССР 1-го, 2-го и 3-го созывов.
Умер в 1957 году в Казалинском районе.